# Wiener Männergesang-Verein
Der Wiener Männergesang-Verein ist ein seit 1843 existierender österreichischer Chor.

## Geschichte

### Gründung und Entwicklung
Der Chor wurde von August Schmidt, dem Herausgeber der Allgemeinen Wiener Musikzeitung, am 6. Oktober 1843 im Gasthof „Zum goldenen Löwen“ (heute Wien 3, Am Heumarkt 13) gegründet, unweit des heutigen Wiener Konzerthauses.  Der Verein trat erstmals am Sonntag den 17. Dezember 1843 öffentlich auf. Beim Großen Deutschen Sängerfest in Nürnberg 1861 erreichte er den Ehrenpreis beim Wertungssingen.
Der Chor gehört zu den Stiftern des heutigen Musikvereinsgebäudes.
Seit Jänner 2022 verstärken Damen den 1. und 2. Tenor. Sie wurden in den Männerchor integriert und werden „Tenörinnen“ genannt.
Als erste Chormeister fungierten Anton M. Storch und Gustav Barth von 1843 bis 1851. Von 1976 bis 1987 leitete Xaver Meyer den Chor, von 1990 bis 2003 Gerhard Track, von 2005 bis 2022 Antal Barnas, ab 2023 Günther Mohaupt.

### Nikolaus Dumba
Von 1865 bis 1872 stand der Industrielle und Förderer der Musik Nikolaus Dumba dem Wiener Männergesang-Verein vor. Nachdem Johann Strauss (Sohn) seinen bekanntesten Walzer An der schönen blauen Donau als Chorwalzer für die seit 1857 regelmäßig abgehaltene Faschingsliedertafel des Männergesang-Vereins komponiert hatte, fand dessen Erstaufführung im Fasching des Jahres 1867 im Dianasaal am Donaukanal statt. Im gleichen Saal hob der Männergesang-Verein am 13. Februar 1870 den Chorwalzer Neu-Wien (op. 342) aus der Taufe, der von Johann Strauss Nikolaus Dumba gewidmet wurde, eine Widmung, auf die Dumba zeit seines Lebens stolz war. Der zweite Walzerteil dieses Werks hat überdies Anklänge an Franz Schubert (Nr. 1 aus Sechzehn Deutsche op. 33, D 783/1), dessen originalen Manuskripte Dumba erworben hatte.
Dumba übte damals unter anderem auch das Amt des Vizepräsidenten der Gesellschaft der Musikfreunde in Wien aus. Als Kaiser Franz Joseph I. der Gesellschaft ein Grundstück gegenüber der Karlskirche schenkte, beteiligte sich der Männergesang-Verein als einer der Gründungsstifter des auf dem Grundstück errichteten Gebäudes, das heute Wiener Musikverein genannt wird und 1870 eröffnet wurde. Auch heute noch tritt der Chor zwei Mal pro Jahr in dessen „Goldenem Saal“ auf.
Nikolaus Dumba hinterließ dem Chor 50.000 Gulden, um diesen „vortrefflichen, künstlerisch fühlenden Verein“ vor Existenzsorgen zu bewahren. Er verknüpfte damit die Bitte: „Von Zeit zu Zeit soll zur Erinnerung an mich eine musikalische Aufführung in einer Kirche veranstaltet werden“. Die Tradition der sogenannten „Dumba-Messen“, bei denen meist Franz Schuberts Deutsche Messe aufgeführt wird, hat sich bis heute erhalten.

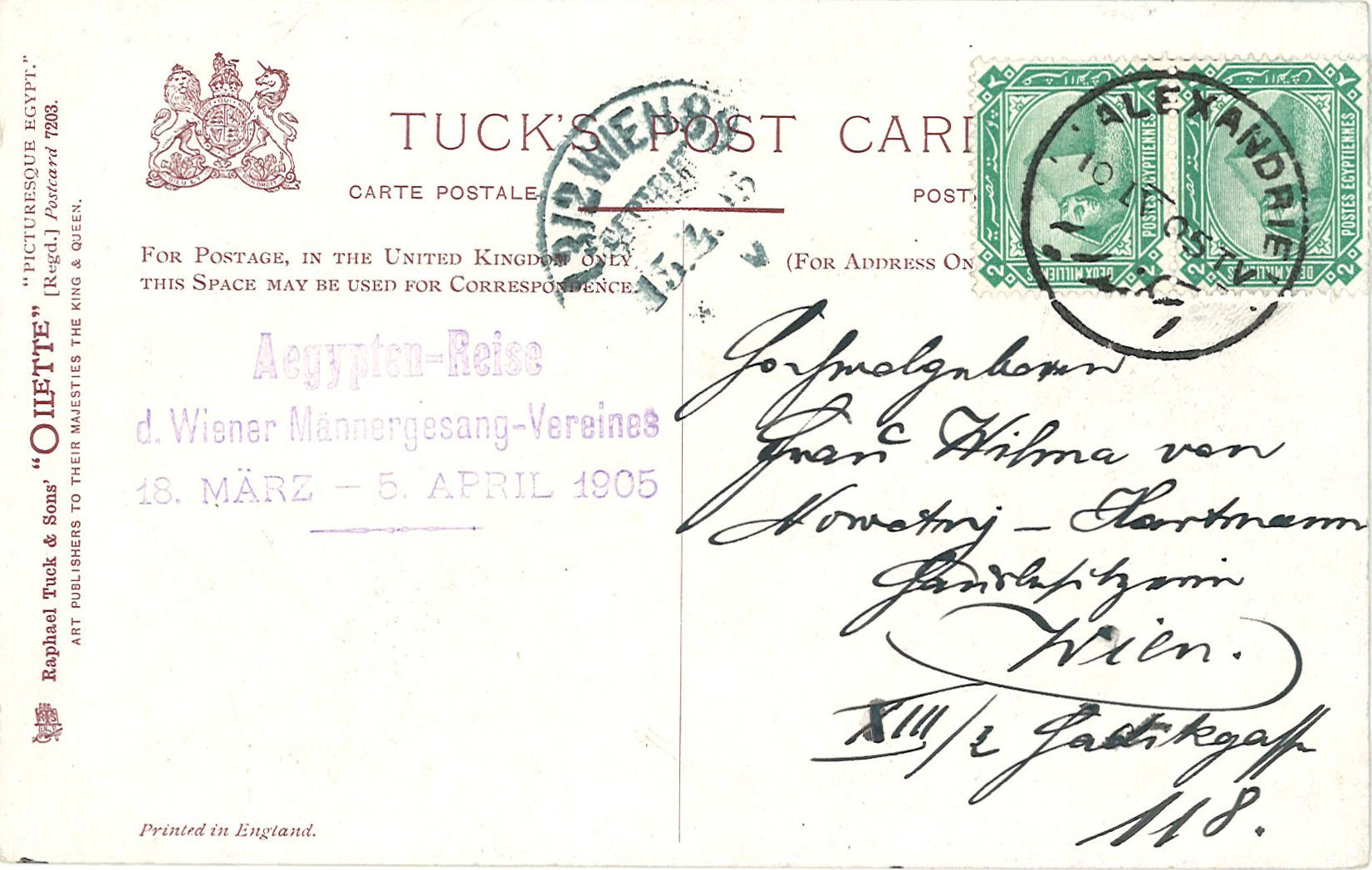
Postkarte von der Ägyptenreise im März/April 1905

### Auslandsauftritte
Der Chor hat auch wiederholt Chorfahrten ins Ausland unternommen. So führte ihn im Frühjahr 1905 unter Teilnahme des Vorstands Schneiderhan eine Fahrt mit der SS Galicia des Österreichischen Lloyd, die als Frachtschiff für diese Reise besonders hergerichtet wurde, nach Ägypten. Im April/Mai 1907 folgte eine Reise in die USA mit SS Oceana (II) der HAPAG, wo er als erster deutschsprachiger Gesangverein u. a. in New York, Philadelphia und Washington auftrat und auch den US-Präsidenten Roosevelt besuchte.
Seit den 1990er Jahren des vergangenen Jahrhunderts gab es regelmäßig Konzerte in Übersee so z.B, in den USA, Japan, Australien und China.

### 150 Jahre Wiener Männergesang-Verein
Im Jahr 1993 wurde das 150-jährige Bestehen des Männerchors gefeiert. Eine Festschrift mit musikwissenschaftlichen Beiträgen zur Geschichte und Wirkung des Wiener Männergesang-Vereins wurde herausgegeben. Die Österreichische Post widmete dem Männergesang-Verein aus Anlass des 150-jährigen Bestandsjubiläums am 17. September 1993 eine Sondermarke.

## Mitwirkungen des Vereines bei öffentlichen Anlässen
Grundsteinlegungen
- 1856 Votivkirche
- 1873 Neues Rathaus
- 1909 Technisches Museum

Denkmalenthüllungen
- 1860 Erzherzog Karl
- 1863 Beethoven
- 1865 Prinz Eugen
- 1872 Franz Schubert
- 1887 Joseph Haydn
- 1888 Maria Theresia[6]
- 1905 Kaiserin Elisabeth
- 1925 Geburtshaus von Johann Strauss (Sohn)

Ehrungen
- 1888 Geburtstag von Kaiser Franz Joseph I.[7]

Uraufführungen
- 1867 Donauwalzer